# Nāḩiyat Kalak
Nāḩiyat Kalak (arabiska: ناحية كلك, kurdiska: Kelek, Xebat, خەبات, كەلەك, Askî Kelek, ئاسكى كەلەك) är ett underdistrikt i Irak.   Det ligger i provinsen Ninawa, i den norra delen av landet, 300 km norr om huvudstaden Bagdad.